# Steiermarks Grand Prix 2021
Steiermarks Grand Prix 2021, officiellt Formula 1 BWT Großer Preis der Steiermark 2021, var ett Formel 1-lopp som kördes den 27 juni 2021 på Red Bull Ring i Spielberg i Österrike. Loppet var det åttonde loppet ingående i Formel 1-säsongen 2021 och kördes över 71 varv.
Loppet lades till i säsongen efter att andra lopp blivit inställda på grund av coronaviruspandemin 2019–2021. Det var andra gången ett Formel 1-lopp kördes under namnet Steiermark.

## Kvalet
| Pos.           | Nr. | Förare             | Konstruktör               | Kvaltider | Kvaltider | Kvaltider | Start- grid |
| Pos.           | Nr. | Förare             | Konstruktör               | Q1        | Q2        | Q3        | Start- grid |
| -------------- | --- | ------------------ | ------------------------- | --------- | --------- | --------- | ----------- |
| 1              | 33  | Max Verstappen     | Red Bull-Honda            | 1:04,489  | 1:04,433  | 1:03,841  | 1           |
| 2              | 77  | Valtteri Bottas    | Mercedes                  | 1:04,537  | 1:04,443  | 1;04,035  | 51          |
| 3              | 44  | Lewis Hamilton     | Mercedes                  | 1:04,672  | 1:04,512  | 1:04,067  | 2           |
| 4              | 4   | Lando Norris       | McLaren-Mercedes          | 1:04,584  | 1:04,298  | 1:04,120  | 3           |
| 5              | 11  | Sergio Pérez       | Red Bull-Honda            | 1:04,638  | 1:04,197  | 1:04,168  | 4           |
| 6              | 10  | Pierre Gasly       | Alpha Tauri-Honda         | 1:04,765  | 1:04,429  | 1:04,236  | 6           |
| 7              | 16  | Charles Leclerc    | Ferrari                   | 1:04,745  | 1:04,646  | 1:04,472  | 7           |
| 8              | 22  | Yuki Tsunoda       | Alpha Tauri-Honda         | 1:04,608  | 1:04,631  | 1:04,514  | 112         |
| 9              | 14  | Fernando Alonso    | Alpine-Renault            | 1:04,971  | 1:04,582  | 1:04,574  | 8           |
| 10             | 18  | Lance Stroll       | Aston Martin-BWT Mercedes | 1:04,821  | 1:04,663  | 1:04,708  | 9           |
| 11             | 63  | George Russell     | Williams-Mercedes         | 1:05,033  | 1:04,671  | N/A       | 10          |
| 12             | 55  | Carlos Sainz, Jr.  | Ferrari                   | 1:04,859  | 1:04,800  | N/A       | 12          |
| 13             | 3   | Daniel Ricciardo   | McLaren-Mercedes          | 1:05,142  | 1:04,808  | N/A       | 13          |
| 14             | 5   | Sebastian Vettel   | Aston Martin-BWT Mercedes | 1:05,051  | 1:04,875  | N/A       | 14          |
| 15             | 99  | Antonio Giovinazzi | Alfa Romeo-Ferrari        | 1:05,092  | 1:04,913  | N/A       | 15          |
| 16             | 6   | Nicholas Latifi    | Williams-Mercedes         | 1:05,175  | N/A       | N/A       | 16          |
| 17             | 31  | Esteban Ocon       | Alpine-Renault            | 1:05,217  | N/A       | N/A       | 17          |
| 18             | 7   | Kimi Räikkönen     | Alfa Romeo-Ferrari        | 1:05,429  | N/A       | N/A       | 18          |
| 19             | 47  | Mick Schumacher    | Haas-Ferrari              | 1:06,041  | N/A       | N/A       | 19          |
| 20             | 9   | Nikita Mazepin     | Haas-Ferrari              | 1:06,192  | N/A       | N/A       | 20          |
| 107 %-gränsen: |     |                    |                           |           |           |           |             |
| Källor:        |     |                    |                           |           |           |           |             |

Noter
- ^1  – Valtteri Bottas tilldelades en tre platsers nedflyttning efter att ha tappat kontrollen av bilen och snurrat i depån när han var på väg ut från ett depåstopp under det andra träningspasset.[3]
- ^2  – Yuki Tsunoda tilldelades en tre platsers nedflyttning efter att ha hindrat Valtteri Bottas varv under den tredje kvalrundan.[4]

## Loppet
Max Verstappen för Red Bull tog hem vinsten följt av de två Mercedes-förarna Lewis Hamilton och Valtteri Bottas. Charles Leclerc körde upp sig till en sjunde plats efter en punktering på första varvet.
| Pos.                                                           | Nr. | Förare             | Konstruktör               | Varv | Tid/Bröt         | Grid | Poäng |
| -------------------------------------------------------------- | --- | ------------------ | ------------------------- | ---- | ---------------- | ---- | ----- |
| 1                                                              | 33  | Max Verstappen     | Red Bull-Honda            | 71   | 1:22:18,925      | 1    | 25    |
| 2                                                              | 44  | Lewis Hamilton     | Mercedes                  | 71   | +35,743          | 2    | 191   |
| 3                                                              | 77  | Valtteri Bottas    | Mercedes                  | 71   | +46,907          | 5    | 15    |
| 4                                                              | 11  | Sergio Pérez       | Red Bull-Honda            | 71   | +47,434          | 4    | 12    |
| 5                                                              | 4   | Lando Norris       | McLaren-Mercedes          | 71   | +1 varv          | 3    | 10    |
| 6                                                              | 55  | Carlos Sainz, Jr.  | Ferrari                   | 71   | +1 varv          | 12   | 8     |
| 7                                                              | 16  | Charles Leclerc    | Ferrari                   | 71   | +1 varv          | 7    | 6     |
| 8                                                              | 18  | Lance Stroll       | Aston Martin-BWT Mercedes | 71   | +1 varv          | 9    | 4     |
| 9                                                              | 14  | Fernando Alonso    | Alpine-Renault            | 71   | +1 varv          | 8    | 2     |
| 10                                                             | 22  | Yuki Tsunoda       | Alpha Tauri-Honda         | 71   | +1 varv          | 11   | 1     |
| 11                                                             | 7   | Kimi Räikkönen     | Alfa Romeo-Ferrari        | 71   | +1 varv          | 18   |       |
| 12                                                             | 5   | Sebastian Vettel   | Aston Martin-BWT Mercedes | 71   | +1 varv          | 14   |       |
| 13                                                             | 3   | Daniel Ricciardo   | McLaren-Mercedes          | 70   | +1 varv          | 13   |       |
| 14                                                             | 31  | Esteban Ocon       | Alpine-Renault            | 70   | +1 varv          | 17   |       |
| 15                                                             | 99  | Antonio Giovinazzi | Alfa Romeo-Ferrari        | 70   | +1 varv          | 15   |       |
| 16                                                             | 47  | Mick Schumacher    | Haas-Ferrari              | 70   | +2 varv          | 19   |       |
| 17                                                             | 6   | Nicholas Latifi    | Williams-Mercedes         | 70   | +3 varv          | 16   |       |
| 18                                                             | 9   | Nikita Mazepin     | Haas-Ferrari              | 70   | +3 varv          | 20   |       |
| DNS                                                            | 63  | George Russell     | Williams-Mercedes         | 36   | Motor            | 10   |       |
| DNS                                                            | 10  | Pierre Gasly       | Alpha Tauri-Honda         | 1    | Punktering/Skada | 6    |       |
| Snabbaste varvet: Lewis Hamilton (Mercedes) 1:07,058 (varv 71) |     |                    |                           |      |                  |      |       |
| Källor:                                                        |     |                    |                           |      |                  |      |       |

Noter
- ^1  – Inkluderar en extra poäng för snabbaste varv

## Ställning efter loppet
|   | Pos. | Förare          | Poäng |
| - | ---- | --------------- | ----- |
| ▬ | 1    | Max Verstappen  | 156   |
| ▬ | 2    | Lewis Hamilton  | 138   |
| ▬ | 3    | Sergio Pérez    | 96    |
| ▬ | 4    | Lando Norris    | 86    |
| ▬ | 5    | Valtteri Bottas | 74    |

|   | Pos. | Konstruktör       | Poäng |
| - | ---- | ----------------- | ----- |
| ▬ | 1    | Red Bull-Honda    | 252   |
| ▬ | 2    | Mercedes          | 212   |
| ▬ | 3    | McLaren-Mercedes  | 120   |
| ▬ | 4    | Ferrari           | 108   |
| ▬ | 5    | Alpha Tauri-Honda | 46    |

- Notering: Endast de fem bästa placeringarna i vardera mästerskap finns med på listorna.